# 苗栗 (大字)
苗栗，是臺灣苗栗縣苗栗市的一個傳統地域名稱，也是傳統主聚落所在地，位於該市中部偏東南。相較於今日行政區，其範圍大致包括建功里、中苗里、青苗里、玉苗里、大同里、綠苗里、新苗里、高苗里。

## 歷史
台灣清治末期至日治初期，苗栗地區為一街庄，稱為「苗栗街」，隸屬於苗栗一堡。該庄西北與西山庄為鄰，北與社藔崗庄為鄰，東邊及南邊為芒埔庄、維祥庄，西邊為南勢坑庄。
1901年（日治明治三十四年）11月，全台廢縣廳改設二十廳，該庄隸屬於苗栗廳。1909年（明治四十二年）10月，合併二十廳為十二廳，該庄改隸屬於新竹廳。1920年（大正九年），廢十二廳改設五州二廳，該庄改制並雅化為「苗栗」大字，隸屬於新竹州苗栗郡苗栗街。
戰後苗栗街改制為苗栗鎮，隸屬於新竹縣，大字亦改制為里。1950年桃、竹、苗分治，苗栗鎮改隸屬於苗栗縣。1981年12月，苗栗鎮因屬縣政府所在地升格為苗栗市。

## 交通
台鐵山線大致以北北西—南南東走向轉東北—西南走向經過苗栗地區，境內未設站，但苗栗車站即在北鄰社寮岡境內。該站屬一等站，停靠普悠瑪號、自強號部分班次及莒光號、區間車全部班次。
省道台13線是香山內湖至豐原的幹道，其中尖山至豐原路段俗稱「尖豐公路」，大致以縱向經過本地區中部偏西地帶，向北轉東繞過苗栗鬧區可前往造橋、竹南後於香山內湖止於省道台1線路口，向南轉西南可前往銅鑼、三義、豐原等地。省道台13線在本地區路段為苗栗市區北側及西側外環道的最南段。

## 學校
- 苗栗高商
- 苗栗國中
- 大同國小
- 建功國小（部分）

## 廟宇
- 天雲廟（北帝廟）
- 苗栗市天后宮（媽祖廟）
- 苗栗三山國王廟（王爺廟）
- 苗栗市萬善祠暨范苟祠（陰廟）

## 休閒
- 貓貍山公園